# Bagneux (Indre)
Bagneux és un municipi francès, situat al departament de l'Indre i a la regió de Centre – Vall del Loira. L'any 2007 tenia 189 habitants.

## Demografia

### Població
El 2007 la població de fet de Bagneux era de 189 persones. Hi havia 76 famílies, de les quals 20 eren unipersonals (12 homes vivint sols i 8 dones vivint soles), 28 parelles sense fills, 24 parelles amb fills i 4 famílies monoparentals amb fills.
La població ha evolucionat segons el següent gràfic:
Habitants censats

### Habitatges
El 2007 hi havia 144 habitatges, 80 eren l'habitatge principal de la família, 53 eren segones residències i 11 estaven desocupats. 141 eren cases i 3 eren apartaments. Dels 80 habitatges principals, 62 estaven ocupats pels seus propietaris, 12 estaven llogats i ocupats pels llogaters i 6 estaven cedits a títol gratuït; 8 tenien dues cambres, 18 en tenien tres, 19 en tenien quatre i 36 en tenien cinc o més. 59 habitatges disposaven pel capbaix d'una plaça de pàrquing. A 38 habitatges hi havia un automòbil i a 39 n'hi havia dos o més.

### Piràmide de població
La piràmide de població per edats i sexe el 2009 era:
| Homes | Edats   | Dones |
| ----- | ------- | ----- |
| 0     | 95 o +  | 0     |
| 0     | 90 a 94 | 0     |
| 0     | 85 a 89 | 0     |
| 4     | 80 a 84 | 4     |
| 4     | 75 a 79 | 4     |
| 0     | 70 a 74 | 8     |
| 8     | 65 a 69 | 0     |
| 12    | 60 a 64 | 8     |
| 4     | 55 a 59 | 4     |
| 16    | 50 a 54 | 8     |
| 8     | 45 a 49 | 0     |
| 0     | 40 a 44 | 8     |
| 4     | 35 a 39 | 0     |
| 12    | 30 a 34 | 16    |
| 0     | 25 a 29 | 4     |
| 4     | 20 a 24 | 0     |
| 4     | 15 a 19 | 4     |
| 0     | 10 a 14 | 0     |
| 8     | 5 a 9   | 0     |
| 4     | 0 a 4   | 12    |

## Economia
El 2007 la població en edat de treballar era de 113 persones, 80 eren actives i 33 eren inactives. De les 80 persones actives 66 estaven ocupades (40 homes i 26 dones) i 14 estaven aturades (3 homes i 11 dones). De les 33 persones inactives 17 estaven jubilades, 8 estaven estudiant i 8 estaven classificades com a «altres inactius».

### Ingressos
El 2009 a Bagneux hi havia 84 unitats fiscals que integraven 193 persones, la mediana anual d'ingressos fiscals per persona era de 16.238 €.

### Activitats econòmiques
Dels 9 establiments que hi havia el 2007, 1 era d'una empresa de fabricació d'altres productes industrials, 3 d'empreses de comerç i reparació d'automòbils, 1 d'una empresa d'hostatgeria i restauració, 1 d'una empresa financera, 1 d'una empresa de serveis, 1 d'una entitat de l'administració pública i 1 d'una empresa classificada com a «altres activitats de serveis».
Dels 2 establiments comercials que hi havia el 2009, 1 era una botiga de roba i 1 una joieria.
L'any 2000 a Bagneux hi havia 23 explotacions agrícoles que ocupaven un total de 1.428 hectàrees.

## Poblacions més properes
El següent diagrama mostra les poblacions més properes.